# Copa de l'amor

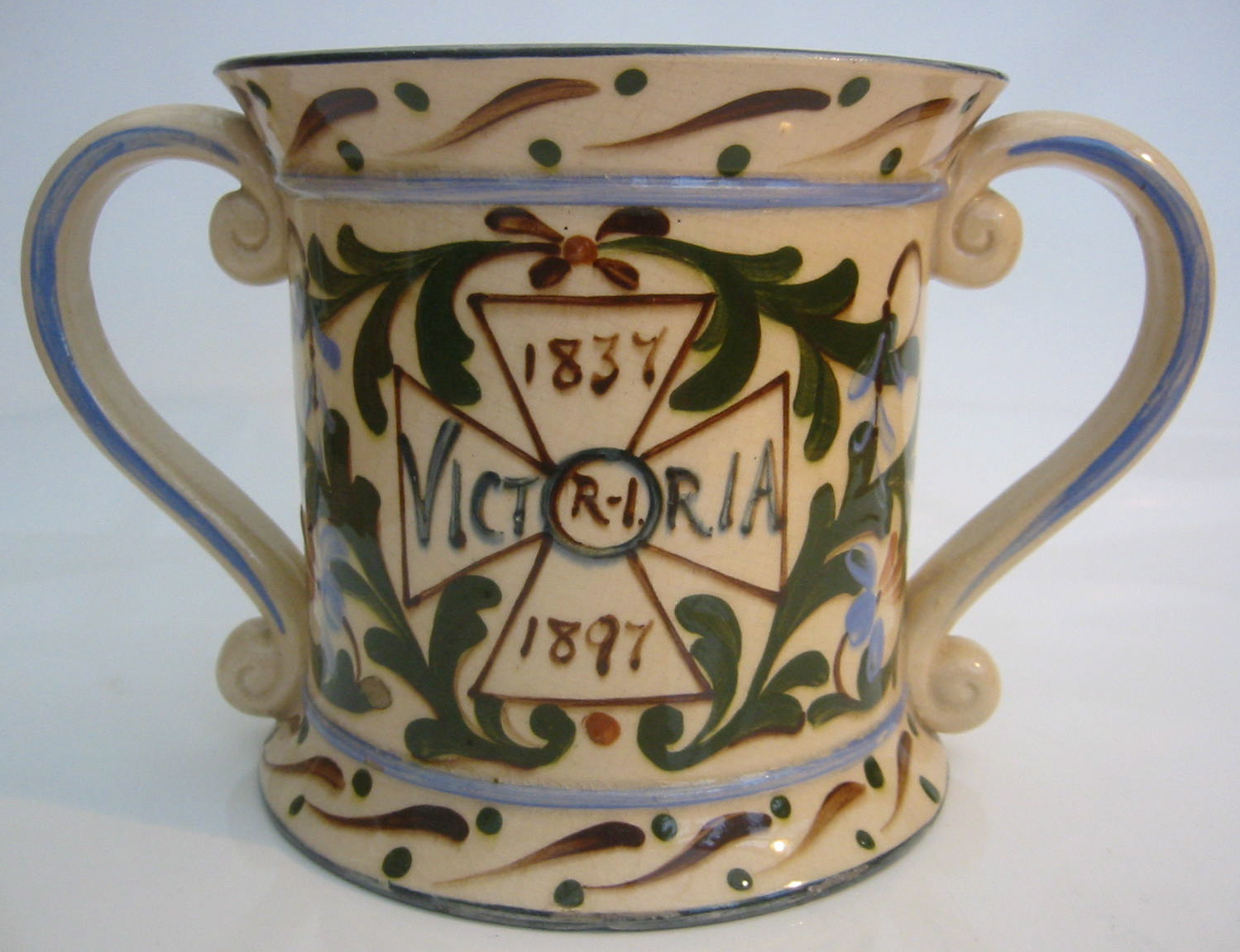
Copa de l'amor de porcellana feta pel jubileu de diamant de la reina Victòria del Regne Unit el 1897.

Una copa de l'amor és un recipient per beure de manera compartida que s'utilitza tradicionalment en casaments i banquets. En general, té dues nanses i sovint està feta de plata. Les copes de l'amor es donen sovint com a trofeus als guanyadors dels jocs o altres competicions. Es poden trobar en diverses cultures europees, inclosa la quaich celta i la coupé de mariage francesa.